# 勒沃曼
勒沃曼（法語：Le Vaumain，法語發音：[lə vomɛ̃]）是法国瓦兹省的一个市镇，位于该省西南部，属于博韦区。

## 地理
勒沃曼（49°20'10"N, 1°52'4"E）面积8.1 平方千米，位于法国上法蘭西大區瓦兹省，该省份为法国北部内陆省份，北起索姆省，西接厄尔省和滨海塞纳省，南至塞纳-马恩省和瓦兹河谷省，东临埃纳省。
与勒沃曼接壤的市镇（或旧市镇、城区）包括：布唐库尔、弗拉瓦库尔、拉博斯。

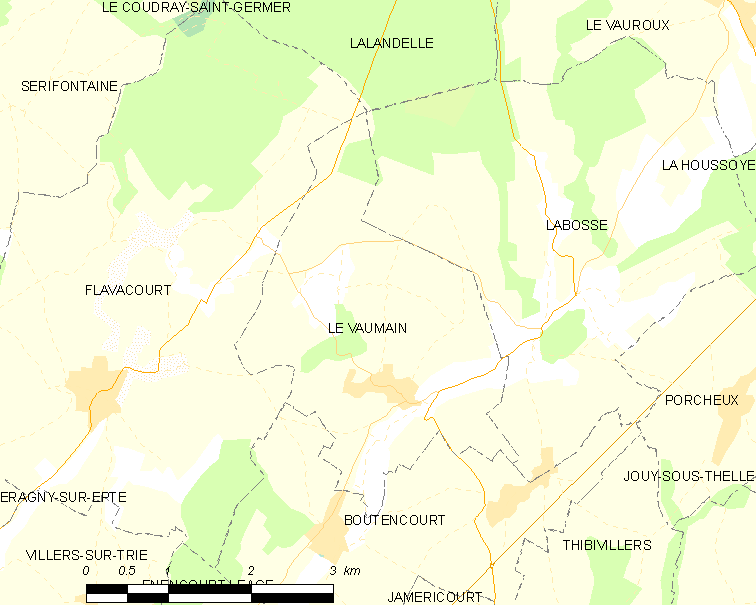
勒沃曼的OSM定位图

勒沃曼的时区为UTC+01:00、UTC+02:00（夏令时）。

## 行政
勒沃曼的邮政编码为60590，INSEE市镇编码为60660。

## 政治
勒沃曼所属的省级选区为博韦第二县。

## 人口

1962-2008年间勒沃曼人口变化图示

勒沃曼于2022年1月1日时的人口数量为409人。